# Time and Tide (film, 2000)
Pour les articles homonymes, voir Time and Tide.
Pour plus de détails, voir Fiche technique et Distribution.
Time and Tide (順流逆流, Seunlau ngaklau) est un film hong-kongais réalisé par Tsui Hark, sorti le 5 septembre 2000.

## Synopsis
A Hong Kong, la brève rencontre entre Tyler, un jeune homme habitué aux dangers de la rue, et Jo, une femme policier infiltrée, ne sera pas sans conséquence : celle-ci tombe enceinte. Afin de gagner de l’argent rapidement, Tyler devient garde du corps. Au service de Hong, le chef d’une puissante triade, il s’associe avec Jack, un ancien mercenaire décidé à entamer une nouvelle vie avec Hui, la fille de Hong, qu’il vient d’épouser et qui attend un enfant de lui. Ensemble, Tyler et Jack parviennent à déjouer une tentative d’assassinat dirigée contre leur employeur pendant laquelle Jack vole un magot. Les anciens collègues mercenaires de Jack espèrent bien retrouver l'argent et Jack. A n'importe quel prix...

## Fiche technique
- Titre : Time and Tide
- Titre original : 順流逆流 (Seunlau ngaklau)
- Réalisation : Tsui Hark
- Scénario : Koan Hui et Tsui Hark
- Production : Tsui Hark et Shi Nansun
- Musique : Tommy Wai
- Photographie : Ko Chiu-Lam et Herman Yau
- Montage : Marco Mak
- Pays d'origine : Hong Kong
- Format : Couleurs - 2,35:1 - Dolby Digital / SDDS - 35 mm
- Genre : Action, policier
- Durée : 113 minutes
- Dates de sortie : 5 septembre 2000 (Mostra de Venise), 19 octobre 2000 (Hong Kong), 12 décembre 2001 (France)
- Film interdit aux moins de 12 ans lors de sa sortie en France

## Distribution
- Nicholas Tse (VF : Philippe Valmont) : Tyler
- Wu Bai (VF : Damien Boisseau) : Jack
- Anthony Wong (VF : Gabriel Le Doze) : Oncle Ji
- Cathy Tsui (VF : Léa Gabriele) : Ah Jo
- Candy Lo : Ah Hui
- Couto Remotigue Jr. : Miguel Joventino
- Jack Kao : Un officier de police

## Récompenses
- "Future Film Festival Digital Award" lors de la Mostra de Venise 2000.
- Nomination pour le prix des meilleures chorégraphies (Xin Xin Xiong), meilleur montage (Marco Mak), meilleure actrice débutante (Candy Lo), meilleure musique, meilleur son et meilleur second rôle féminin (Candy Lo), lors des Hong Kong Film Awards 2001.
- Quatrième meilleur film de l'année 2001 selon Les Cahiers du cinéma.